# Wifirst
Wifirst est une entreprise fournisseur d'accès à Internet.
Ses actionnaires majoritaires sont les fonds d'investissement CAPZA, Bpifrance, Amundi et Socadif.

## Histoire

### Activité
Fondée en 2002, Wifirst est l'un des premiers opérateurs français à se lancer dans le Wi-Fi.
En 2003, Wifirst se réoriente vers le marché des résidences étudiantes.
En 2011, Wifirst équipe 150 000 logements étudiants. La société choisit de diversifier son activité en adressant de nouveaux secteurs : bases militaires, résidences de tourisme, campings, établissements de santé et hôtellerie. Les hôtels représentent en novembre 2016 15 % du chiffre d'affaires de Wifirst.
En 2013, Wifirst remporte à quelques semaines d’intervalle deux appels d’offres : Accor pour les hôtels Mercure, Novotel, Pullman et MGallery et le CNOUS avec la création du produit « SmartCampus » pour les résidents des CROUS.
En 2015, Wifirst construit des infrastructures Wi-Fi pour les réseaux de points de vente. C’est ainsi que le groupe La Poste lui a confié le déploiement d’un service Wi-Fi dans toutes ses agences. 17 000 bureaux de poste français sont en cours de déploiement et seront à terme équipés en Wi-Fi par Wifirst. La même année Wifirst rachète l'opérateur clermontois de hotspots Wi-Fi Noodo.
En 2016, Wifirst équipe 500 000 logements, totalise plus d'un million d'utilisateurs uniques par mois, revendique des revenus de 29 millions d'euros pour l'année et une croissance de 30 % par an avec 10 millions d'EBITDA, et passe le cap des 100 salariés. 2016 est l'année de l'internationalisation de Wifirst qui propose désormais ses solutions sur les marchés britannique et espagnol.
En 2020, Wifirst signe des contrats sur le marché du retail et de l'éducation, en passant le cap des 200 collaborateurs.
En février 2023, la startup rejoint le Next40.
En janvier 2024, Wifirst fait l'acquisition de l'opérateur allemand Hotsplots. Cette acquisition permet à Wifirst de consolider sa place de leader européen.

### Actionnariat
Wifirst est créé en 2002 par Marc Taieb et Sylvain Géron, à l'origine sous le nom de Wifix.
En 2003, Firestream (propriété de Jean-Christophe Chopin) acquiert 70 % du capital de Wifirst.
En 2006 Firestream sort du capital ; alors que Wifirst ne couvre encore que 14 000 chambres en Wi-Fi, le Groupe Bolloré entre au capital à hauteur de 45%, valorisant la société à 8 millions d'euros. Cette nouvelle filiation permet à Wifirst de bénéficier d’un appui financier afin de développer rapidement son activité. Cette participation montera à 55 % du capital.
En septembre 2019 le Groupe Bolloré cède sa participation aux fonds d'investissement français Bpifrance, Amundi et Socadif (toutes deux filiales du Crédit Agricole), valorisant la société à 200 millions d'euros (pour 60 millions d'euros de chiffre d'affaires et 17 millions d'euros d'EBITDA).
En mars 2022 le fonds d'investissement CAPZA (filiale d'AXA à l'époque – désormais de BNP) acquiert une participation majoritaire dans le capital de la société, aux côtés des actionnaires existants.

## Critiques
Dans les résidences universitaires entre 2013 et 2017, Wifirst a été critiqué pour avoir un partenariat exclusif sur l'accès à Internet, mais également pour un débit insuffisant, notamment aux heures de pointe. Plusieurs témoignages font ainsi état de lenteurs récurrentes et se plaignent du fait que ce service se substitue aux raccordements filaires classiques permettant de choisir son opérateur,,,.